# لاك غرانت (كيبك)
لاك غرانت (بالإنجليزية: Lac-Granet, Quebec)‏ هي منطقة غير المنظمة في كيبيك تقع في كندا في La Vallée-de-l'Or. يقدر عدد سكانها بـ 0 نسمة ومساحتها 271.40 كم2 .